# 小野洋
小野 洋（おの ひろし、1963年〈昭和38年〉3月9日 - ）は、日本の厚生・環境技官。

## 来歴
岡山県岡山市出身。岡山県立岡山大安寺高等学校を経て、1987年（昭和62年）3月、東京大学大学院工学系研究科都市工学専門課程を修了。同年、厚生省に入省し、同年4月、環境庁長官官房秘書課に配属。
その後、1999年（平成11年）1月、国際協力事業団海外長期研修でオーストラリアのニューサウスウェールズ大学に留学。地球環境局総務課研究調査室室長補佐、環境省大臣官房廃棄物・リサイクル対策部産業廃棄物課課長補佐などを経て、2005年（平成17年）9月より国際復興開発銀行に派遣。その後、地球環境局総務課研究調査室長、総合環境政策局環境影響評価課環境影響審査室長を務め、2012年（平成24年）4月に富山県理事に就任。富山県への出向中に富山県生活環境文化部次長及び地域活動センター所長を務め、海洋ごみ問題に携わった。環境省に戻った後は除染問題などを担当し、環境省大臣官房総務課環境情報室長、水・大気環境局自動車環境対策課長、環境省大臣官房廃棄物・リサイクル対策部企画課長を経て、2017年（平成29年）7月19日に環境省大臣官房審議官に就任。審議官在任中、G7やG20を担当し、国際的観点からの海洋プラスチックごみ問題に携わった。シャルルボワサミットの際には資源エネルギー庁の竹谷厚審議官（当時）、産業技術環境局の信谷和重審議官（当時）と連携し、責任者的役割を担った。
2019年（令和元年）7月9日、水・大気環境局長に就任。
2020年（令和2年）7月21日、地球環境局長に就任。
2022年（令和4年）7月1日、地球環境審議官に就任。2023年（令和5年）7月1日、辞職。